# Düsseldorfer Turn- und Sportverein Fortuna 1895 1976-1977
Questa voce raccoglie le informazioni riguardanti il Düsseldorfer Turn- und Sportverein Fortuna 1895 nelle competizioni ufficiali della stagione 1976-1977.

## Stagione
Nella stagione 1976-1977 il Fortuna Düsseldorf, allenato da Dietrich Weise, concluse il campionato di Bundesliga al 12º posto. In Coppa di Germania il Fortuna Düsseldorf fu eliminato al secondo turno dal Colonia.

## Rosa
| N. |                     | Ruolo | Calciatore      |
| -- | ------------------- | ----- | --------------- |
|    | Germania (bandiera) | P     | Kurt Büns       |
|    | Germania (bandiera) | P     | Jörg Daniel     |
|    | Germania (bandiera) | P     | Wilfried Woyke  |
|    | Germania (bandiera) | D     | Heiner Baltes   |
|    | Germania (bandiera) | D     | Gerhard Busch   |
|    | Germania (bandiera) | D     | Fred Hesse      |
|    | Germania (bandiera) | D     | Egon Köhnen     |
|    | Germania (bandiera) | D     | Werner Kriegler |
|    | Germania (bandiera) | D     | Gerd Zimmermann |

| N. |                     | Ruolo | Calciatore          |
| -- | ------------------- | ----- | ------------------- |
|    | Germania (bandiera) | C     | Rudolf Bommer       |
|    | Germania (bandiera) | C     | Dieter Brei         |
|    | Austria (bandiera)  | C     | Josef Hickersberger |
|    | Germania (bandiera) | C     | Hubert Schmitz      |
|    | Germania (bandiera) | C     | Gerd Zewe           |
|    | Germania (bandiera) | A     | Klaus Allofs        |
|    | Germania (bandiera) | A     | Reiner Geye         |
|    | Germania (bandiera) | A     | Wolfgang Seel       |
|    | Germania (bandiera) | A     | Detlev Szymanek     |

## Organigramma societario
Area tecnica
- Allenatore: Dietrich Weise
- Allenatore in seconda:
- Preparatore dei portieri:
- Preparatori atletici:

## Calciomercato

### Sessione estiva
| Acquisti | Acquisti            | Acquisti          | Acquisti |
| R.       | Nome                | da                | Modalità |
| -------- | ------------------- | ----------------- | -------- |
| A        | Detlev Szymanek     | Hertha Berlino    |          |
| C        | Rudolf Bommer       | Kickers Offenbach |          |
| P        | Jörg Daniel         | Union Solingen    |          |
| C        | Josef Hickersberger | Kickers Offenbach |          |

| Cessioni | Cessioni           | Cessioni         | Cessioni |
| R.       | Nome               | a                | Modalità |
| -------- | ------------------ | ---------------- | -------- |
| A        | Jan Mattsson       | Uerdingen 05     |          |
| A        | Werner Albrecht    | F. Düsseldorf II |          |
| A        | Karl-Heinz Brücken | Westfalia Herne  |          |
| D        | Peter Czernotzky   | Homburg          |          |
| C        | Horst-Franz Degen  | Fortuna Colonia  |          |
| A        | Dieter Herzog      | Bayer Leverkusen |          |

### Sessione invernale
| Acquisti | Acquisti | Acquisti | Acquisti |
| R.       | Nome     | da       | Modalità |
| -------- | -------- | -------- | -------- |

| Cessioni | Cessioni | Cessioni | Cessioni |
| R.       | Nome     | a        | Modalità |
| -------- | -------- | -------- | -------- |

## Risultati

### Bundesliga

#### Girone di andata
| Arbitro: | Schröder |

|                           |           |           |
| Rummenigge 69’ Müller 74’ | Marcatori | 3’ Bommer |

| Arbitro: | Gabor |

|         |           |                              |
| Seel 2’ | Marcatori | 22’, 57’ Frank 35’ Gersdorff |

| Arbitro: | Messmer |

|                         |           |                          |
| Wendt 5’, 33’, 68’, 78’ | Marcatori | 35’ (rig.) Brei 51’ Geye |

| Arbitro: | Antz |

|              |           |                           |
| Mattsson 65’ | Marcatori | 42’, 53’ Müller 51’ Flohe |

| Arbitro: | Meuser |

|                         |           |              |
| Fischer 11’ Kremers 86’ | Marcatori | 23’ Mattsson |

| Arbitro: | Walz |

|                         |           |  |
| Zimmermann 87’ Seel 89’ | Marcatori |  |

| Saarbrücken 25 settembre 1976, ore 15:30 CET 7ª giornata | Saarbrücken | 0 – 0 referto | Fortuna Düsseldorf | Ludwigsparkstadion (28 500 spett.)\| Arbitro: \| Aldinger \| |
| Arbitro:                                                 | Aldinger    |               |                    |                                                              |

| Arbitro: | Linn |

|                              |           |  |
| Zimmermann 50’, 72’ Brei 75’ | Marcatori |  |

| Arbitro: | Kindervater |

|                                     |           |               |
| Heynckes 11’ Stielike 61’ Vogts 66’ | Marcatori | 2’ Zimmermann |

| Arbitro: | Eschweiler |

|                     |           |  |
| Allofs 86’ Geye 89’ | Marcatori |  |

| Arbitro: | Aldinger |

|                                                      |           |  |
| Hermandung 10’ Beer 58’ (rig.) Granitza 60’ Horr 69’ | Marcatori |  |

| Arbitro: | Klauser |

|              |           |  |
| Szymanek 11’ | Marcatori |  |

| Arbitro: | Dreher |

|             |           |                       |
| Lippens 70’ | Marcatori | 36’ Szymanek 68’ Seel |

| Arbitro: | Gabor |

|                             |           |                     |
| Allofs 2’ Szymanek 31’, 59’ | Marcatori | 71’ Röber 85’ Görts |

| Arbitro: | Frickel |

|  |           |          |
|  | Marcatori | 56’ Zewe |

| Arbitro: | Wichmann |

|                                              |           |                                                            |
| Brei 30’, 35’ (rig.) Geye 40’ Zimmermann 67’ | Marcatori | 5’ Wieczorkowski 14’ Mill 74’ Bönighausen 79’ (rig.) Surau |

| Arbitro: | Biwersi |

|           |           |          |
| Kraus 30’ | Marcatori | 27’ Seel |

#### Girone di ritorno
| Düsseldorf 15 gennaio 1977, ore 15:30 CET 18ª giornata | Fortuna Düsseldorf | 0 – 0 referto | Bayern Monaco | Rheinstadion (38 000 spett.)\| Arbitro: \| Redelfs \| |
| Arbitro:                                               | Redelfs            |               |               |                                                       |

| Braunschweig 18 febbraio 1977, ore 20:00 CET 19ª giornata | Eintracht Braunschweig | 0 – 0 referto | Fortuna Düsseldorf | Stadion an der Hamburger Straße (22 000 spett.)\| Arbitro: \| Schmoock \| |
| Arbitro:                                                  | Schmoock               |               |                    |                                                                           |

| Düsseldorf 29 gennaio 1977, ore 15:30 CET 20ª giornata | Fortuna Düsseldorf | 0 – 0 referto | TeBe Berlino | Rheinstadion (14 000 spett.)\| Arbitro: \| Biwersi \| |
| Arbitro:                                               | Biwersi            |               |              |                                                       |

| Arbitro: | Lutz |

|                    |           |                       |
| Löhr 8’ Müller 10’ | Marcatori | 29’ Szymanek 88’ Seel |

| Arbitro: | Eschweiler |

|          |           |                         |
| Seel 49’ | Marcatori | 8’ Kremers 85’ Bongartz |

| Arbitro: | Dölfel |

|             |           |          |
| Volkert 17’ | Marcatori | 88’ Seel |

| Arbitro: | Joos |

|                                                      |           |               |
| Schmitt 23’ (aut.) Szymanek 38’, 48’, 75’ Allofs 83’ | Marcatori | 79’ Ellbracht |

| Arbitro: | Engel |

|            |           |          |
| Struth 85’ | Marcatori | 33’ Zewe |

| Arbitro: | Hilker |

|  |           |              |
|  | Marcatori | 51’ Simonsen |

| Arbitro: | Wichmann |

|          |           |  |
| Worm 17’ | Marcatori |  |

| Arbitro: | Biwersi |

|                     |           |                                 |
| Bommer 10’ Seel 86’ | Marcatori | 23’ Granitza 66’ Beer 69’ Sidka |

| Arbitro: | Horstmann |

|              |           |                     |
| Eggeling 28’ | Marcatori | 67’ Zewe 79’ Allofs |

| Arbitro: | Dölfel |

|                                  |           |                            |
| Szymanek 37’ Seel 66’ Allofs 83’ | Marcatori | 20’ Burgsmüller 59’ Votava |

| Arbitro: | Zuchantke |

|  |           |                            |
|  | Marcatori | 54’ (rig.) Brei 81’ Allofs |

| Arbitro: | Joos |

|                   |           |                                     |
| Geye 51’ Brei 85’ | Marcatori | 33’ Stickel 59’ Pirrung 68’ Schwarz |

| Arbitro: | Kindervater |

|                                             |           |                                       |
| Hrubesch 21’, 36’, 56’ Huhse 50’ Lorant 73’ | Marcatori | 23’ Allofs 58’ (rig.) Brei 64’ Bommer |

| Arbitro: | Ohmsen |

|            |           |                              |
| Köhnen 78’ | Marcatori | 8’ Hölzenbein 76’ Beverungen |

### Coppa di Germania
| Arbitro: | Assenmacher |

|                                      |           |                 |
| Kriegler 22’ Bommer 49’ Mattsson 57’ | Marcatori | 12’ Bauerkämper |

| Arbitro: | Roth |

|                   |           |                                            |
| Kriegler 31’, 58’ | Marcatori | 25’, 105’ Müller 43’ Löhr 83’ (rig.) Flohe |

## Statistiche

### Statistiche di squadra
| Competizione      | Punti | In casa | In casa | In casa | In casa | In casa | In casa | In trasferta | In trasferta | In trasferta | In trasferta | In trasferta | In trasferta | Totale | Totale | Totale | Totale | Totale | Totale | DR |
| Competizione      | Punti | G       | V       | N       | P       | Gf      | Gs      | G            | V            | N            | P            | Gf           | Gs           | G      | V      | N      | P      | Gf     | Gs     | DR |
| ----------------- | ----- | ------- | ------- | ------- | ------- | ------- | ------- | ------------ | ------------ | ------------ | ------------ | ------------ | ------------ | ------ | ------ | ------ | ------ | ------ | ------ | -- |
| Bundesliga        | 31    | 17      | 7       | 3       | 7       | 31      | 26      | 17           | 4            | 6            | 7            | 20           | 28           | 34     | 11     | 9      | 14     | 51     | 54     | -3 |
| Coppa di Germania | -     | 2       | 1       | 0       | 1       | 5       | 5       | 0            | 0            | 0            | 0            | 0            | 0            | 2      | 1      | 0      | 1      | 5      | 5      | 0  |
| Totale            | 31    | 19      | 8       | 3       | 8       | 36      | 31      | 17           | 4            | 6            | 7            | 20           | 28           | 36     | 12     | 9      | 15     | 56     | 59     | -3 |

### Andamento in campionato
| Giornata  | 1  | 2  | 3  | 4  | 5  | 6  | 7  | 8  | 9  | 10 | 11 | 12 | 13 | 14 | 15 | 16 | 17 | 18 | 19 | 20 | 21 | 22 | 23 | 24 | 25 | 26 | 27 | 28 | 29 | 30 | 31 | 32 | 33 | 34 |
| --------- | -- | -- | -- | -- | -- | -- | -- | -- | -- | -- | -- | -- | -- | -- | -- | -- | -- | -- | -- | -- | -- | -- | -- | -- | -- | -- | -- | -- | -- | -- | -- | -- | -- | -- |
| Luogo     | T  | C  | T  | C  | T  | C  | T  | C  | T  | C  | T  | C  | T  | C  | T  | C  | T  | C  | T  | C  | T  | C  | T  | C  | T  | C  | T  | C  | T  | C  | T  | C  | T  | C  |
| Risultato | P  | P  | P  | P  | P  | V  | N  | V  | P  | V  | P  | V  | V  | V  | V  | N  | N  | N  | N  | N  | N  | P  | N  | V  | N  | P  | P  | P  | V  | V  | V  | P  | P  | P  |
| Posizione | 14 | 17 | 18 | 18 | 18 | 18 | 17 | 15 | 16 | 14 | 16 | 13 | 12 | 11 | 10 | 10 | 11 | 11 | 10 | 11 | 10 | 13 | 13 | 11 | 12 | 12 | 13 | 14 | 12 | 12 | 11 | 11 | 12 | 12 |

Legenda:

Luogo: C = Casa; T = Trasferta. Risultato: V = Vittoria; N = Pareggio; P = Sconfitta.

### Statistiche dei giocatori
| Giocatore        | Bundesliga | Bundesliga | Bundesliga  | Bundesliga | Coppa di Germania | Coppa di Germania | Coppa di Germania | Coppa di Germania | Totale   | Totale | Totale      | Totale     |
| Giocatore        | Presenze   | Reti       | Ammonizioni | Espulsioni | Presenze          | Reti              | Ammonizioni       | Espulsioni        | Presenze | Reti   | Ammonizioni | Espulsioni |
| ---------------- | ---------- | ---------- | ----------- | ---------- | ----------------- | ----------------- | ----------------- | ----------------- | -------- | ------ | ----------- | ---------- |
| K. Allofs        | 33         | 7          | 2           | 0          | 2                 | 0                 | 0                 | 0                 | 35       | 7      | 2           | 0          |
| H. Baltes        | 34         | 0          | 6           | 0          | 2                 | 0                 | 0                 | 0                 | 36       | 0      | 6           | 0          |
| R. Bommer        | 25         | 3          | 0           | 0          | 2                 | 1                 | 0                 | 0                 | 27       | 4      | 0           | 0          |
| D. Brei          | 34         | 7          | 1           | 0          | 2                 | 0                 | 1                 | 0                 | 36       | 7      | 2           | 0          |
| G. Busch         | 5          | 0          | 0           | 0          | 0                 | 0                 | 0                 | 0                 | 5        | 0      | 0           | 0          |
| K. Büns          | 0          | 0          | 0           | 0          | 0                 | 0                 | 0                 | 0                 | 0        | 0      | 0           | 0          |
| J. Daniel        | 2          | 0          | 0           | 0          | 0                 | 0                 | 0                 | 0                 | 2        | 0      | 0           | 0          |
| R. Geye          | 32         | 4          | 2           | 0          | 1                 | 0                 | 0                 | 0                 | 33       | 4      | 2           | 0          |
| F. Hesse         | 0          | 0          | 0           | 0          | 0                 | 0                 | 0                 | 0                 | 0        | 0      | 0           | 0          |
| J. Hickersberger | 32         | 0          | 5           | 0          | 2                 | 0                 | 0                 | 0                 | 34       | 0      | 5           | 0          |
| W. Kriegler      | 26         | 0          | 2           | 0          | 2                 | 3                 | 0                 | 0                 | 28       | 3      | 2           | 0          |
| E. Köhnen        | 30         | 1          | 2           | 0          | 1                 | 0                 | 0                 | 0                 | 31       | 1      | 2           | 0          |
| J. Mattsson      | 7          | 2          | 0           | 0          | 2                 | 1                 | 0                 | 0                 | 9        | 3      | 0           | 0          |
| H. Schmitz       | 3          | 0          | 1           | 0          | 0                 | 0                 | 0                 | 0                 | 3        | 0      | 1           | 0          |
| W. Seel          | 34         | 9          | 2           | 0          | 2                 | 0                 | 0                 | 0                 | 36       | 9      | 2           | 0          |
| D. Szymanek      | 19         | 9          | 0           | 0          | 0                 | 0                 | 0                 | 0                 | 19       | 9      | 0           | 0          |
| W. Woyke         | 32         | 0          | 0           | 0          | 2                 | 0                 | 0                 | 0                 | 34       | 0      | 0           | 0          |
| G. Zewe          | 25         | 3          | 1           | 0          | 1                 | 0                 | 0                 | 0                 | 26       | 3      | 1           | 0          |
| G. Zimmermann    | 33         | 5          | 2           | 0          | 2                 | 0                 | 1                 | 0                 | 35       | 5      | 3           | 0          |